# Nimrod Ping
Nimrod Ping (19 tháng 9 năm 1947 - 3 tháng 7 năm 2006) là một kiến trúc sư, chính khách và nhà hoạt động đồng tính người Anh ở Brighton, Sussex, Anh.

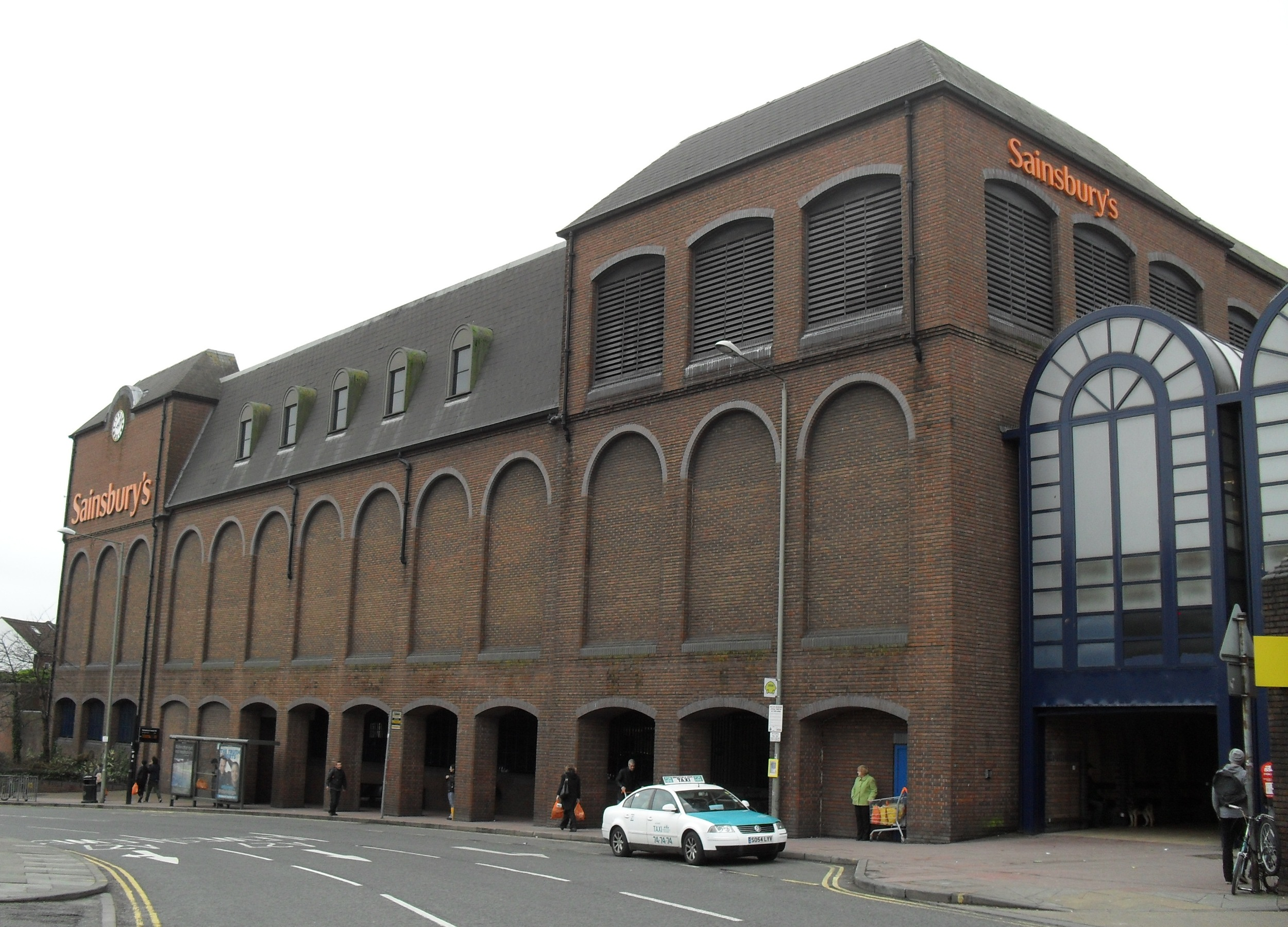
Cửa hàng của Sainsbury tại đường Lewes, Brighton, được thiết kế bởi Nimrod Ping

## Tiểu sử

### Đầu đời
Sau khi theo học Trường Ngữ pháp Hoàng gia, High Wycombe từ năm 1964 đến 1966, ông học kiến trúc tại Đại học Cardiff.

### Sự nghiệp
Là một kiến trúc sư, ông đã thiết kế một siêu thị Sainsbury's ở đường Lewes, Brighton.

### Chính trị
Ping từng là ủy viên hội đồng tại Hội đồng Brighton Borough trước đây (nay là Brighton và Hove) trong tám năm từ 1991 đến 1999. Ông trở thành chủ tịch ủy ban kế hoạch của Hội đồng và ủy ban cấp phép. Nhờ cái tên khác thường của mình, anh đã đạt được danh tiếng quốc gia sau khi người dẫn chương trình của BBC Radio 2, Terry Wogan sử dụng tên của mình làm thang đo để so sánh với những cái tên thú vị khác.
Ông là một trong những ủy viên hội đồng đồng tính công khai đầu tiên ở Anh. Ông đã tham gia các sự kiện "Gay Pride" của Brighton trong một số năm. Ông thuyết phục các ủy viên hội đồng khác cho phép các câu lạc bộ đồng tính ở Brighton mở cửa sau nửa đêm.
Ông được chẩn đoán là bị viêm gan C vào cuối những năm 1990. Ông được biết đến như là gương mặt của Chiến dịch Viêm gan C ở miền Nam nước Anh và là gương mặt của trung tâm mua sắm hàng đầu của Brighton và Hove trong một thời gian mà trung tâm mua sắm đã tham gia kháng cáo của mình để đổi lấy việc có sự hỗ trợ của chính trị gia hàng đầu.
Ban đầu là một người ủng hộ Đảng Lao động, ông gia nhập Đảng Xanh vài tháng trước khi qua đời.

### Qua đời
Ông qua đời vì suy gan liên quan đến viêm gan năm 2006. Lễ tang của ông diễn ra tại Nhà thờ St Margaret ở Rottingdean vào ngày 20 tháng 7 năm 2006.